# Mondonvila
Mondonvila (en francès Mondonville) és un comú occità, que pertany administrativament a la regió d'Occitània, departament de l'Alta Garona.

## Monuments

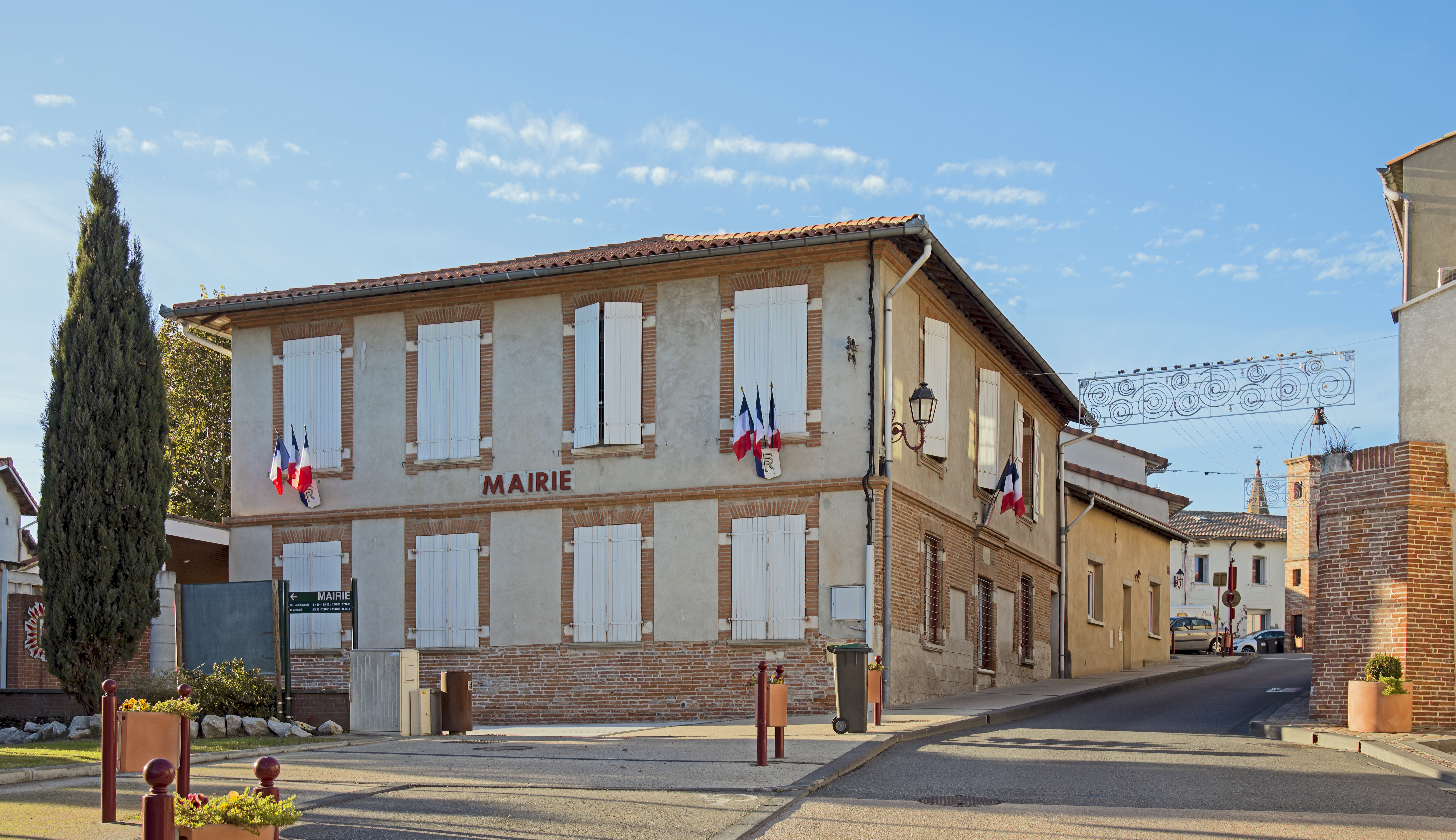
Ajuntament
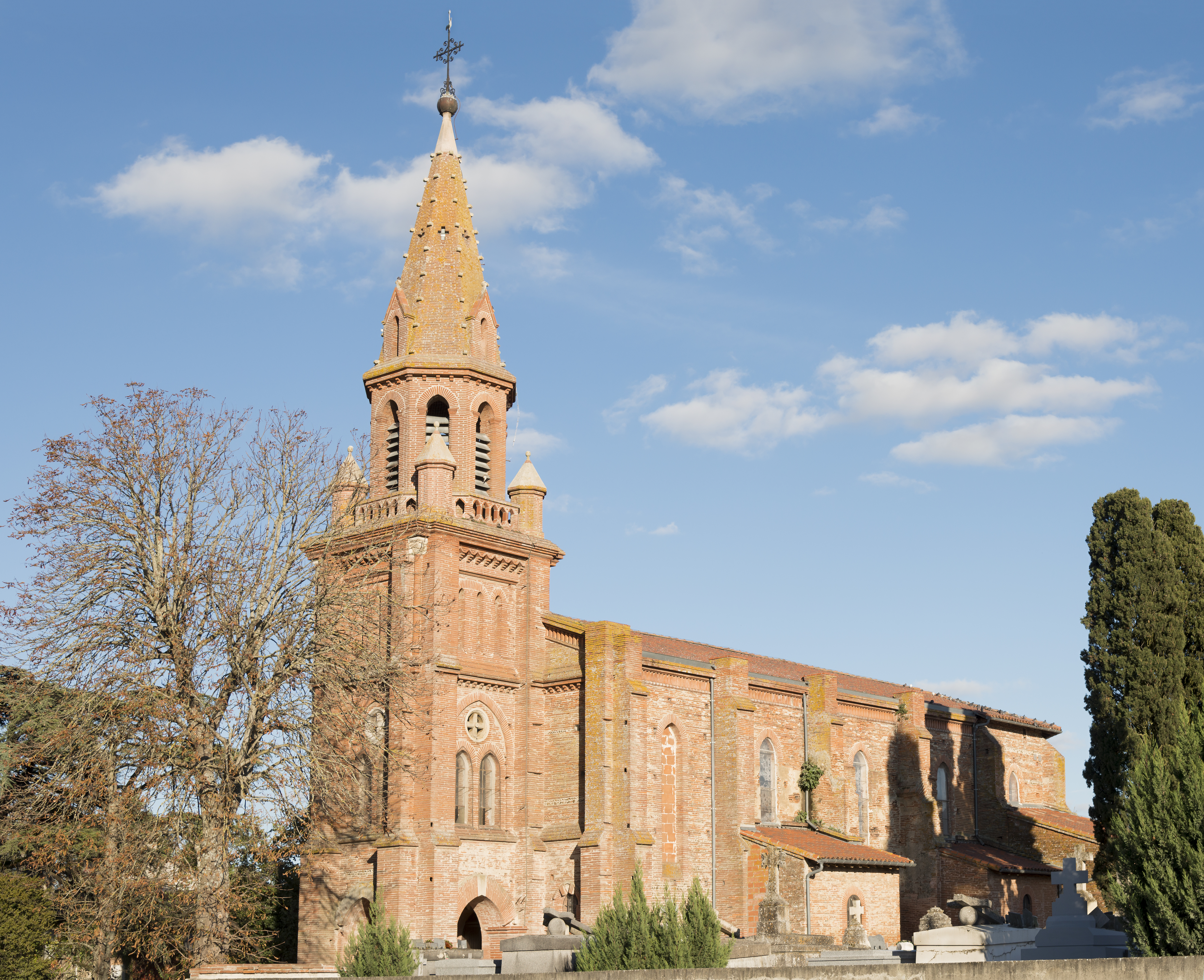
Església
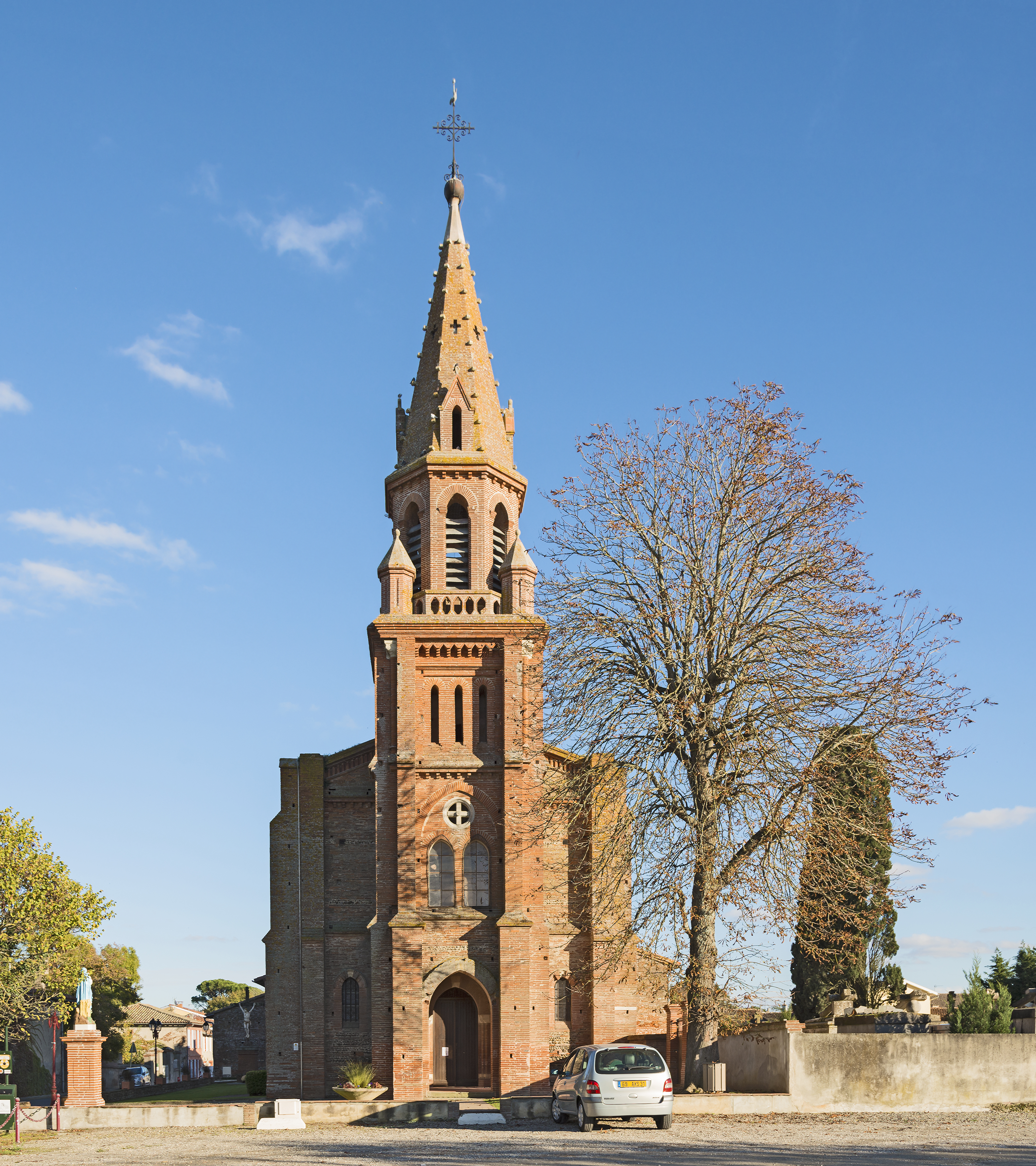